# Miomantis aurantiaca
Miomantis aurantiaca es una especie de mantis de la familia Mantidae.

## Distribución geográfica
Se encuentra en Kenia y Tanzania.